# Pelegrín Clavé

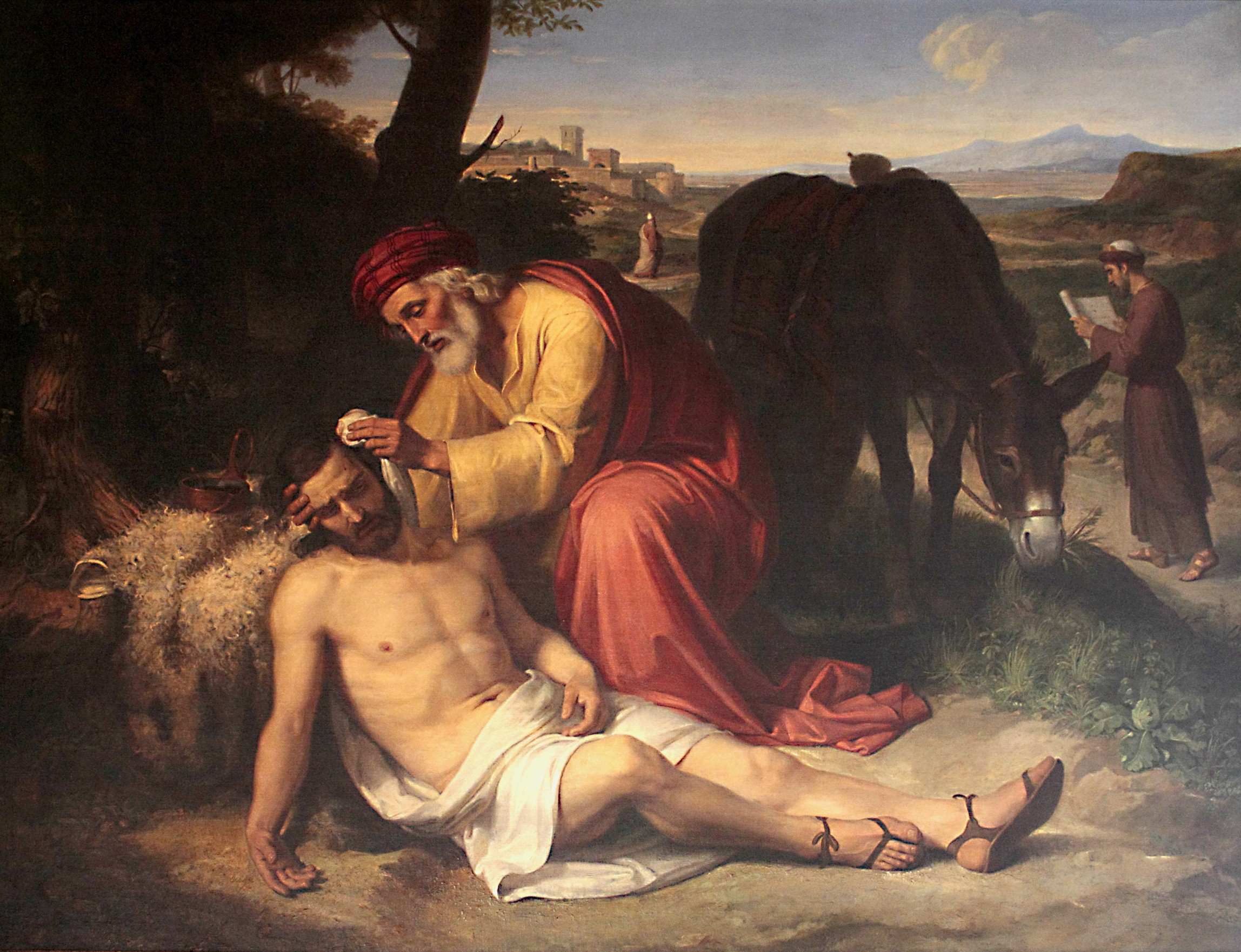
Der gute Samariter (1838), Reial Acadèmia Catalana de Belles Arts de Sant Jordi, Barcelona

Pelegrín Clavé i Roquer bzw. auch y Roque oder y Rogué (* 1811 in Barcelona; † 1880 ebenda) war ein spanischer Kunstmaler, dessen katalanisch geprägter, künstlerischer Stil sich mit dem der Nazarenischen Kunst vermischte.

## Leben
Clavé studierte an der Reial Acadèmia Catalana de Belles Arts de Sant Jordi in Barcelona und als Stipendiat ab 1834 an der Accademia di San Luca in Rom. Dort lernte er unter anderem auch Friedrich Overbeck kennen. 1846 ging er nach Mexiko, wo er verschiedene Porträts, Landschaften und historische Bilder malte und als Direktor der Academia Nacional de San Carlos de México mit seinem nazarenisch geprägten Malstil starken Einfluss auf die Entwicklung der mexikanischen Kunst ausübte. 1868 kehrte er zurück in seine Heimatstadt. Hier wurde er als nummeriertes Mitglied der Reial Acadèmia Catalana de Belles Arts de Sant Jordi aufgenommen.

## Bekannte Werke
- Retratos de Dama y de Caballero (1834; „Porträts der Dame und des Ritters“)